# Variace (kombinatorika)
Variace k-té třídy z n prvků je každá uspořádaná k-tice vytvořená z celkového počtu n prvků, přičemž "uspořádaná" zde znamená, že při výběru záleží na pořadí jednotlivých prvků. Rozlišujeme variace s opakováním a bez opakování. Pro výpočet hodnoty je používán faktoriál. 
Kombinace se od variací odlišují tím, že u nich na pořadí nezáleží.
Permutace je v podstatě zvláštní příklad variace, kdy n=k, tj. máme množinu prvků a určujeme možný počet jejich pořadí.

## Variace bez opakování
Variace bez opakování je k-členná skupina utvořená z daných n prvků tak, že v nich záleží na pořadí a žádný z daných prvků se v ní neopakuje.
Počet k-členných variací z n prvků: {\displaystyle V(k,n)=n(n-1)(n-2)...(n-k+1)={\frac {n!}{(n-k)!}}} pro {\displaystyle k\leq n}
Příklad: dvoučlenné variace ze 3 prvků a, b, c" jsou: (ab), (ba), (ac), (ca), (bc), (cb) {\displaystyle ={\frac {3!}{(3-2)!}}=6}

## Variace s opakováním
Variace s opakováním je uspořádaná k-tice z n prvků sestavená tak, že každý se v ní vyskytuje nejvýše k-krát. Opět záleží na pořadí.
Počet k-členných variací s opakováním z n prvků: {\displaystyle V'(k,n)=n^{k}} platí i pro {\displaystyle k<n}
Tedy například: dvoučlenná variace s opakováním ze 3 prvků a, b, c: (aa), (ab), (ac), (ba), (bb), (bc), (ca), (cb), (cc) {\displaystyle =3^{2}=9}

## Příklady

### Příklad 1
Kolik trojciferných čísel je možné sestavit z číslic 1, 2, 3, 4, jestliže:
a) se v čísle každá cifra může vyskytovat nejvýše jednou
{\displaystyle V(3,4)={\frac {4!}{(4-3)!}}={\frac {4!}{1!}}=4\cdot 3\cdot 2=24}
b) se v čísle cifry můžou opakovat
{\displaystyle V'(3,4)=4^{3}=64}

### Příklad 2
Kolik je možností pro obsazení 1., 2. a 3. místa v závodě s 20 účastníky?
{\displaystyle V(3,20)={\frac {20!}{(20-3)!}}={\frac {20!}{17!}}={\frac {20\cdot 19\cdot 18\cdot 17!}{17!}}=20\cdot 19\cdot 18=6840}

### Příklad 3
Posádka lodi potřebuje k dorozumívání vytvořit 50 různých signálů. Budou jim k tomu stačit 4 různobarevné praporky?
- jednopraporkové signály: {\displaystyle V(1,4)=4}
- dvoupraporkové signály: {\displaystyle V(2,4)={\frac {4!}{2!}}=4\cdot 3=12}
- třípraporkové signály: {\displaystyle V(3,4)={\frac {4!}{1!}}=4!=4\cdot 3\cdot 2=24}
- čtyřpraporkové signály: {\displaystyle V(4,4)=P(4)=4!=24}

Celkem lze vytvořit: {\displaystyle 4+12+24+24=64} signálů. Na vytvoření 50 signálů budou tedy 4 různobarevné praporky stačit.

### Příklad 4
Kolika způsoby můžete nastavit šestimístný číselný kód na zámku u trezoru?
{\displaystyle V'(6,10)=10^{6}=1000000}
Šestimístný zámek trezoru umožňuje 1 milion různých kódů.

### Příklad 5
Heslo je složené z písmen anglické abecedy (26 písmen) a je dlouhé 8 znaků. Je pro zvýšení bezpečnosti (zvýšení síly hesla) lepší zachovat jeho délku a použít i čísla nebo jen prodloužit heslo?
{\displaystyle V'(8,26)=26^{8}=2\cdot 10^{11}}
{\displaystyle V'(8,36)=36^{8}=2{,}8\cdot 10^{12}}
{\displaystyle V'(9,26)=26^{9}=5{,}4\cdot 10^{12}}
Pro zvýšení bezpečnosti hesla je lepší ho prodloužit už jen o jeden znak, protože počet možných variant hesla je vyšší ({\displaystyle 5{,}4\cdot 10^{12}}) než při zachování délky a použití písmen a čísel ({\displaystyle 2{,}8\cdot 10^{12}}). Důvodem je, že exponenciální funkce zvyšuje svůj růst rychleji se změnou exponentu než základu mocniny.

## Algoritmus
Algoritmus pro nalezení všech variací znaků (s opakováním, v jazyku Java)
```
    
public
 
static
 
List
<
String
>
 
variaceSOpakovanim
(
int
 
trida
,
 
String
 
pouzitelneZnaky
)
 
{

        
List
<
String
>
 
list
 
=
 
new
 
ArrayList
<
String
>
((
int
)
 
Math
.
pow
(
pouzitelneZnaky
.
length
(),
 
trida
)
/*(1)*/
);

        
if
 
(
trida
 
==
 
0
)
 
{

            
list
.
add
(
""
);
 
/*(2)*/

        
}
 
else
 
{

            
List
<
String
>
 
l
 
=
 
variaceSOpakovanim
(
trida
 
-
 
1
,
 
pouzitelneZnaky
);

            
for
 
(
char
 
c
 
:
 
pouzitelneZnaky
.
toCharArray
())
 
{
 
/*(3)*/

                
for
 
(
String
 
s
 
:
 
l
)
 
{

                    
list
.
add
(
c
 
+
 
s
);
 
/*(4)*/

                
}

            
}

        
}

        
return
 
list
;

    
}

```

1. Počet variací s opakováním je dán jako počet použitelných prvků umocněný na třídu variace.
2. Variace nulté třídy je právě jedna: prázdná množina.
3. Variace s opakováním se dá vnímat jako kartézský součin množiny použitelných prvků s množinou variací ze stejných použitelných prvků, ale s třídou o jednu menší. Z toho vyplývá použití rekurze.
4. Přidá do výstupního (vraceného) seznamu příslušný prvek, vzniklý spojením jednoho (každého) prvku s jednou (každou) variací nižší třídy.